# Microdactylon cordatum
Microdactylon cordatum là một loài thực vật có hoa trong họ La bố ma. Loài này được Brandegee mô tả khoa học đầu tiên năm 1908.